# 猛鬼街7：再见亦是猛鬼
《再見亦是猛鬼》（英語：Wes Craven's New Nightmare）是美国于1994年上映的一部超自然恐怖片，为猛鬼街系列电影的第七部作品，由韦斯·克雷文执导。

## 剧情
自从1984年第一部《猛鬼街》诞生以来，十年间该电影系列收获了众多青少年粉丝。在第一部和第三部饰演主角南希的女演员希瑟·兰坚坎普凭借猛鬼街系列成为了大明星，拥有一个美好的家庭。
弗莱迪原本只是个虚幻人物，但是从观众的激情与恐惧中吸收力量，突破虚幻与现实的结界来到了现实世界。只要希瑟的儿子睡觉，弗莱迪就会现身，如果弗莱迪杀死了希瑟和她的儿子，那么就可以不受限制存在于现实生活中。希瑟的丈夫在回家途中被弗莱迪的钢爪夺去了生命，希瑟看到了尸体上只有弗莱迪能够造成的伤口后，不敢相信电影中的虚构角色会跑到现实生活中，电影弗莱迪的扮演者罗伯特·英格兰告诫希瑟真实的弗莱迪或许会比电影中更为凶残。
弗莱迪又把目标转向了希瑟的儿子，无奈，希瑟只好邀请好友一同在医院里照顾儿子，可是没有想到儿子被护士强行施打安眠药，弗莱迪现身在众人面前杀死了好友。弗莱迪强行融入现实人类社会已经使得时空发生扭曲，现实与虚幻并存。希瑟的儿子为了躲避弗莱迪跑回了家，被弗莱迪拖进了异次元空间。希瑟吃下大把安眠药，前往异次元空间中救儿子，一番激战之后，希瑟找到了弗莱迪的弱点，成功进行封印并与儿子回到了现实生活。